# Viola weibelii
Viola weibelii är en violväxtart som beskrevs av Macbride. Viola weibelii ingår i släktet violer, och familjen violväxter. Inga underarter finns listade i Catalogue of Life.